# Naso (Indianie)
Naso (Teribe, Tjer-di) – grupa etniczna zamieszkująca północno-zachodnią Panamę, w szczególności zachodnią część prowincji Bocas del Toro. Teren przez nią zasiedlony ma ok. 1,3 tys. km² i zajmuje większość dorzecza rzek Teribe i San San.

## Historia
Mieszkańców tych terenów spotkał już Krzysztof Kolumb, kiedy 6 października 1502, podczas swojej czwartej wyprawy do Ameryki, zawinął do zatoki Almirante i przybył do brzegów Bocas del Toro. Miejsce to tubylcy nazywali Zorabaró, Kolumb nadał mu nową nazwę – Carambarú.
W 1564 konkwistador Juan Vázquez de Coronado usłyszał o bogatym w złoto regionie nazywanym Texbi. Jego mieszkańcy mieli być jednak bardzo wrodzy Hiszpanom i nie chcieli im się podporządkować. Coronado wybrał się jednak do osady Corcuru, spotkał się z miejscowymi wodzami i udało mu się namówić ich do poddania się hiszpańskiej władzy. Nazwał rzekę Teribe Rzeką Gwiazdy (Río de la Estrella) od pokładów złota, które rzeczywiście znajdowały się w okolicy.
W początkach XVII wieku istniało jednak jeszcze kilka rozproszonych, niezależnych od Hiszpanii grup etnicznych, wśród których wyróżniali się Teribe, znani ze swojej wrogości i wojowniczości. W 1604 konkwistador Diego de Sojo podbił kilka kolejnych plemion w rejonie rzeki Sixaola, ale Teribe znów zbuntowali się, zabijając czterech Hiszpanów. Sojo krwawo stłumił rebelię. Kolejny bunt wybuchnął w 1610. Z kolei w 1618 Teribe zaatakowali misjonarzy franciszkańskich ewangelizujących okolicę i spalili kościół.
W 1662 Rodrigo Arias Maldonado y Velazco po raz kolejny podbił miejscowe ludy. Teribe nie zrezygnowali jednak z buntów, które wybuchały raz po raz, skierowane zarówno przeciw Hiszpanom jak i innym plemionom podporządkowanym Europejczykom. Misjonarze zasugerowali wtedy zesłanie niepokornych Indian na południe, ku wybrzeżom Pacyfiku. W 1695 część Teribe została wysłana do regionu Boruca (południowy wschód dzisiejszej Kostaryki, gdzie założyli osadę San Francisco de Térraba. Przesiedlenia trwały przez cały przełom wieków, aż do 1702. Część Teribe odmówiła jednak przeprowadzki na południe. Te resztki już wkrótce starły się z Indianami Miskito, którzy przybyli z terenów dzisiejszej Nikaragui. Wkrótce potem wybuchnął kolejny konflikt, tym razem z plemieniami Talamanca oraz Bribri. Ten ostatni spór wygasł dopiero w początku XXI wieku.
W połowie XIX w. rozpoczęło się formowanie republik środkowoamerykańskich, a dla Teribe zaczął się okres prosperity.

## Rząd i polityka
Plemię Naso rządzone jest przez króla. Według tradycji królem mógł być jedynie mężczyzna, a tytuł był dożywotni. Po śmierci monarchy na tronie zasiadał jego następny wiekiem brat. Kiedy umierał brat, władza powracała do pierworodnego syna poprzedniego króla, który do tej pory nosił tytuł księcia. Kiedy dynastia wygasała, żonaci mężczyźni z całego plemienia zbierali się i wybierali nowego króla z innej możnej rodziny.
Aktualnie Naso są mieszanką monarchii elekcyjnej i dziedzicznej. Władca wybierany jest przez plemię w głosowaniu, tytuł może przypaść zarówno mężczyźnie, jak i kobiecie (jak w przypadku królowej Rufiny, która rządziła w latach 80. XX w.), ale monarcha musi być z rodziny Santana, która zapoczątkowała dynastię w pierwszej połowie XX w. Król może być pozbawiony władzy albo przez Radę Generalną Plemienia (kworum wynosi 900 osób), albo w wyniku popełnienia zbrodni morderstwa, zdrady lub innego przestępstwa wskazanego przez tradycyjny kodeks.
Pałac Królewski mieści się w Sieyik, stolicy regionu. Urzęduje w nim również Rada Generalna, która również wybierana jest demokratycznie. Król nie ma żadnej rzeczywistej władzy, pełni głównie funkcję reprezentacyjną.

### Lista ostatnich władców
- Bass Lee Santana
- Santiago Santana
- Santiago Santana, syn
- Chalee Santana
- Francisco Santana
- Lázaro Santana – (? – 1973)
- Simeón Santana – (1973 – 1979)
- Manuel Aguilar (regent) – (1979 – 25 kwietnia 1982)
- Rufina Santana – (25 kwietnia 1982 – 30 lipca 1988)
- César Santana – (30 lipca 1988 – 31 maja 1998)
- Tito Santana – (31 maja 1998 –)

## Dane demograficzne
Na terenach zasiedlonych przez Naso żyje ok. 2,5 tys. ludzi, zamieszkujących 11 gmin: Bonyic, Kuikin, Santa Rosa, Sieyik, Sieyikin, Solón, Sori, Drury, La Tigra, Loma Bandera, San San, Charagre i Yorkin. Szacuje się, że poza regionem żyje również ok. 1000 Naso, głównie w mieście Changuinola.

## Kultura i gospodarka
Naso utrzymują się głównie z rolnictwa i rybołówstwa. Posługują się językiem teribe, choć większość z nich mówi również po hiszpańsku.
Niektórzy wyznają katolicyzm, choć zdecydowana większość wierzy w Sbö, głównego boga i stworzyciela wszechrzeczy. Ogromną czcią darzą też rzekę Teribe, której zawdzięczają przetrwanie na tych terenach, i którą nazywają Wielką Babcią.
Żyją w rodzinach monogamicznych. Nie mają żadnych szczególnych rytuałów związanych z małżeństwem. Zamieszkują drewniane domy kryte liśćmi palmy yambú. Domy zwykle ustawione są wysoko, aby uniknąć kłopotów związanych z rzeką Teribe, która często wzbiera.